# Прудій Микола Васильович
Мико́ла Васи́льович Пруді́й (22 травня 1995 — 16 серпня 2014) — солдат Збройних сил України, учасник російсько-української війни.

## Життєвий шлях
Народився 1995 року Великі Будища (Гадяцький район, Полтавська область). Виріс у багатодітній сім'ї. Після закінчення 2010 року 9 класів Великобудищанської школи. 2010 року вступив до Синівського аграрного ліцею, через рік перевівся. Навчався в Гадяцькому професійному аграрному ліцеї, тракторист-машиніст сільськогосподарського виробництва. У листопаді 2013 року пішов на військову службу за контрактом. Водій 28-ї окремої механізованої бригади.
З 4 липня 2014-го перебував у зоні бойових дій. Загинув 16 серпня 2014-го під час обстрілу терористами з РСЗВ «Град» біля села Благодатне (Амвросіївський район). Тоді ж полягли Віктор Булавенко, Олександр Друзь, Костянтин Костенко, Олександр Топал й Олександр Цибульський.
Без Миколи лишились мама, 2 брати, дві сестри.
Похований у селі Великі Будища, Гадяцький район 21 серпня 2014 року.

## Нагороди та вшанування
За особисту мужність і героїзм, виявлені у захисті державного суверенітету та територіальної цілісності України, вірність військовій присязі під час російсько-української війни, відзначений — нагороджений
- орденом «За мужність» III ступеня (15.5.2015, посмертно)
- в Гадяцькому вищому професійному аграрному училищі відкрито меморіальну дошку випускникам Ігорю Жадьку, Анатолію Лифарю, Руслану Пономаренку, Миколі Прудію.
- Його портрет розміщений на меморіалі «Стіна пам'яті полеглих за Україну» у Києві: секція 2, ряд 8, місце 34.
- Вшановується 16 серпня на щоденному ранковому церемоніалі вшанування українських захисників, які загинули цього дня у різні роки внаслідок російської збройної агресії[1]
- У жовтні 2015 року в селі Великі Будища на будівлі загальноосвітньої школи де навчався Микола Прудій, йому відкрито меморіальну дошку.